# Pseudobiceros cinereus
Pseudobiceros cinereus is een platworm (Platyhelminthes) uit de familie van de Pseudocerotidae. De worm is tweeslachtig. De soort leeft in het zoute water. De wetenschappelijke naam van de soort werd voor het eerst geldig gepubliceerd in 1931 door Palombi als Pseudoceros cinereu.